# Lecythis confertiflora
Lecythis confertiflora är en tvåhjärtbladig växtart som beskrevs av Scott A. Mori. Lecythis confertiflora ingår i släktet Lecythis och familjen Lecythidaceae. Inga underarter finns listade i Catalogue of Life.